# Règlementation des mines de charbon
La réglementation des mines de charbon a commencé très tôt en Europe afin de défendre les droits de propriété seigneuriaux mais aussi d'assurer la sécurité des riverains et des personnes travaillant dans les mines.
En Belgique, il était par exemple interdit de  creuser plus bas qu'un certain niveau, pour garantir la sécurité de l'alimentation en eau, sous peine de vie et de confiscation des biens. Un tribunal spécial, la Cour des Voir-Jurés de charbonnage assurait la surveillance des installations, statuait sur les (nombreux) conflits entre les exploitants, les propriétaires.  Elle comptait quatre membres dès 1355 puis sept en 1487.  La cour se composait de mineurs expérimentés qui passaient un examen et agissaient, sous l'autorité des Échevins de la ville de Liège, en toute indépendance.
Quelques législations belges :
- Paix de Waroux (12 octobre 1355).
- Règlement de Heinsberg (15 juillet 1424),
- Paix de Saint-Jacques (5 avril 1487).
- En 1582, l'Édit de Conquête autorise celui qui parvient à exhaurer un gisement à l'exploiter lui-même (moyennant une redevance) si le propriétaire des lieux est dans l'incapacité de le faire lui-même.
- L'édit du prince Ernest de Bavière (11 janvier 1600).
- En France, l'édit de 1744 est révolutionnaire au sens où il affirme un droit d'intervention de l'État, qui l'emporte sur les droits de propriété seigneuriaux, préfigurant avec 45 ans d'avance la Révolution française.

Afin de gérer les conséquences de l'exploitation minières, la réglementation s'est ensuite intéressée aux sites en déshérence, en particulier dans le Borinage belge, avec l'arrêté royal du 28 avril 1884 portant règlement de police des mines (dont l'article 70 interdisant l'accès aux travaux miniers abandonnés et l'arrêté royal du 10 juin 1974 sur les issues et puits de mines, réactualisant de l'obligation de 1884.